# Тонила
Тонила (исп. Tonila) — город в Мексике, в штате Халиско, входит в состав одноименного муниципалитета и является его административным центром. Численность населения, по данным переписи 2020 года, составила 3226 человек.

## Общие сведения
Название Tonila с языка науатль можно перевести как: место восхода солнца.
Поселение было основано в доиспанский период народом тлауика.
В 1524 году регион был покорён Франсиско Кортесом. После этого началась евангелизация местного населения.
В 1863 году была открыта телеграфная линия.
2 апреля 1878 года поселению был присвоен статус вильи.
Тонила расположена в 165 км к югу от столицы штата, города Гвадалахара, на федеральной трассе 54.

## Население
| Год  | Численность | Численность |
| ---- | ----------- | ----------- |
| 2000 | 3178        | [ 7 ]       |
| 2010 | 3110        | [ 8 ]       |
| 2020 | 3226        | [ 9 ]       |